# 익산 미륵사지 서탑 출토 사리장엄구
익산 미륵사지 서탑 출토 사리장엄구(益山 彌勒寺址 西塔 出土 舍利莊嚴具)는 대한민국 전북특별자치도 익산시 국립미륵사지유물전시관에 있는, 2009년 익산 미륵사지 서탑 심주석(心柱石)의 사리공(舍利孔) 및 기단부에서 출토된 유물이다. 2018년 6월 27일 대한민국의 보물 제1991호로 지정되었다.

## 개요
‘익산 미륵사지 서탑 출토 사리장엄구’는 2009년 익산 미륵사지 서탑 심주석(心柱石)의 사리공(舍利孔) 및 기단부에서 출토된 유물로서, 639년(무왕 40) 절대연대를 기록한 금제사리봉영기(金製舍利奉迎記)와 함께 금동제 사리외호(金銅製舍利外壺), 금제사리내호(金製舍利內壺)를 비롯해 각종 구슬 및 공양품을 담은 청동합 6점으로 구성되었다.
‘금동제 사리외호 및 금제사리내호’는 모두 동체의 허리 부분을 돌려 여는 구조로서, 이러한 구조는 동아시아 사리기 중에서 유사한 사례를 찾기 어려운 독창적인 구조로서 주목된다. 전체적으로 선의 흐름이 유려하고 볼륨감과 문양의 생동감이 뛰어나 기형(器形)의 안정성과 함께 세련된 멋이 한껏 드러나 있다.
‘금제사리봉영기’는 얇은 금판으로 만들어 앞·뒷면에 각각 11줄 총 193자가 음각되었다. 내용은 좌평(佐平) 사택적덕(沙宅積德)의 딸인 백제 왕후가 재물을 희사해 사찰을 창건하고 기해년(己亥年, 639)에 사리를 봉안해 왕실의 안녕을 기원한다는 내용이다. 이 봉영기는 그동안『삼국유사』를 통해 전해진 미륵사 창건설화에서 구체적으로 나아가 조성 연대와 주체에 대한 새로운 역사적 사실이 밝혀지게 된 계기가 되어 역사적․학술적 가치가 높다.
‘청동합’은 구리와 주석 성분의 합금으로 크기가 각기 다른 6점으로 구성되어 있다. 청동합 중 하나에 새겨진 백제 2품 ‘달솔 목근(達率目近)’이라는 명문을 통해 시주자의 신분이 최상층이고 그가 시주한 공양품의 품목을 알 수 있어 사료적 가치와 백제 최상품 그릇으로서 희귀성이 높다.
이처럼 ‘익산 미륵사지 서탑 출토 사리장엄구’는 백제 왕실에서 발원하여 제작한 것으로 석탑 사리공에서 봉안 당시의 모습 그대로 완전한 형태로 발견되어 고대 동아시아 사리장엄 연구에 있어서 절대적 사료이자 기준이 된다. 제작 기술면에 있어서도 최고급 금속재료를 사용하여 완전한 형태와 섬세한 표현을 구현하여 백제 금속공예 기술사를 증명해주는 자료로서 학술적․예술적 가치가 매우 크다.

## 참고 자료
- 익산 미륵사지 서탑 출토 사리장엄구 - 국가유산청 국가유산포털